# الإقامة غير النظامية في فرنسا
الإقامة غير المنظمة في فرنسا هي الإقامة في فرنسا دون الحصول على وثائق صادرة عن السلطات الإدارية في إطار قانون الهجرة الفرنسي والذي هو تطبيق لسياسة الهجرة في فرنسا.
إن وضع الإقامة غير القانوني له أصلان محتملان: إما أن يدخل الأجنبي إلى المنطقة دون أن يكون لديه المستندات اللازمة (التأشيرة أو تصريح الإقامة)، وغالبًا ما يكون سراً، أو أنه بقي هناك بعد انقضاء حقه الإقامة (تأشيرة أو تصريح إقامة). لا يندرج القُصَّر بموجب قانون الإقامة، حيث يمكن اعتبارهم غير قانونيين فقط من خلال متابعة حالة والديهم.
وفقًا لوزارة الداخلية، بين عامي 1998 و 2002، دخل 90٪ من الأجانب غير الشرعيين («المهاجرين غير الشرعيين») إلى فرنسا بشكل قانوني، عدم شرعية وضعهم لا يحدث إلا بعد انتهاء حقهم في البقاء، وغالبًا بعد رفض الإدارة تجديده أو تمديده.

## التقييم والتقديرات
البيانات المتعلقة بعدد الأشخاص في وضع غير قانوني في فرنسا هي ما بين 200000 و 400000 شخص 1. بالنسبة لعام 2004، قدمت المديرية المركزية لشرطة الحدود الرقم 200000 غير منتظم، ولكن من جانبه، يقدر مكتب العمل الدولي أنهم 400000. في مايو 2005، قدّردومينيك دو فيلبان، وزير الداخلية آنذاك، عدد المهاجرين غير الشرعيين في الأراضي الفرنسية بين 200000 و 400000 شخص.
في نوفمبر 2017، وزير الداخلية جيرار كولومب، قدّر بنحو 300000 عدد الأجانب غير الشرعيين الذين يعيشون في فرنسا، أي 0.5 ٪ من عدد السكان.

## تسوية وضعية الإقامة
أصدر وزير الداخلية مانويل فالس يوم الأربعاء 28 نوفمبر 2012 تعميمًا حول معايير تنظيم المهاجرين غير الشرعيين.
الهدف ليس هو التسوية الجماعية كما في عام 1981 (131.000 من الأجانب النظاميين) أو 1997 (80.000).
يعتزم وزير الداخلية مواكبة أسلافه، الذين قاموا بتسوية حوالي 30,000 أجنبي سنويًا في السنوات الأخيرة.
يهدف التعميم إلى تحديد معايير التنظيم «الموضوعية» و «الواضحة» لوضع حد لتعسف المحافظات.
يتعلق الأمر بثلاث فئات رئيسية من السكان

### الأطفال المتمدرسون
بالنسبة إلى العائلات، الذين يبررون وجود ما لا يقل عن خمس سنوات في فرنسا ولديهم طفل متمدرس في فرنسا لمدة ثلاث سنوات علي الاقل. بمعنى آخر، هناك شرطين مطلوبين الآن: خمس سنوات من التواجد في فرنسا، طفل مسجل لمدة ثلاث سنوات على الأقل، بما في ذلك رياض الأطفال.

### البالغين 18 سنة
الأطفال الذين يبلغون من العمر 18 عامًا، ينص التعميم الجديد على تصريح إقامة إذا تمكنوا من إثبات عامين من التعليم «جاد وجيد» في فرنسا ووجود علاقات في فرنسا. وقد ذكرت المسودة الأولى للنص معيارًا مدته ثلاث سنوات.

### زوج أجنبي يملك وثائق الإقامة
يتعلق بإمكانية تقديم ملف لشخص بدون وثائق مرتبط بزواج مدني أو عقد التضامن المدني.

## لم شمل الأسرة[3]
يمكن أيضًا إجراء عملية لم شمل الأسرة في الحال في حالة عقد التضامن المدني يشمل معايير أكثر صرامة من حيث الموارد والإسكان.
من ناحية أخرى، ستكون هناك حاجة إلى 18 شهرًا من المعاشرة، على وجه الخصوص، مقابل خمس سنوات مضت، وكان من الضروري قبل ذلك أن يكون واحدًا على الأقل من الاثنين. بمعنى آخر، هناك ثلاثة شروط مطلوبة الآن:
خمس سنوات من التواجد في فرنسا، 18 شهرًا من الحياة معًا، موارد كافية.

## تسوية الوثائق عن طريق العمل[4]
ثلاثة سيناريوهات ستكون ممكنة:
- ينص التعميم على تسوية وثائق الأشخاص الحاضرين لمدة خمس سنوات في فرنسا والذين عملوا لمدة 8 أشهر على الأقل خلال الـ 24 شهرًا الماضية أو 30 شهرًا على مدار خمس سنوات.
- يمكن تسوية أولئك الذين لن يكون لديهم سوى ثلاث سنوات من التواجد إذا عملوا لمدة 24 شهرًا في هذه الفترة، بما في ذلك ثمانية أشهر خلال العام الماضي.
- سبع سنوات من الحضور وثمانية أشهر من العمل. في الحالة الأخيرة، سيتم إعفاؤه من ضرورة الوعد بالعمل.
وبالمثل، مع وجود سبع سنوات في فرنسا و 12 شهرًا من العمل في السنوات الثلاث الأخيرة، سيكون بإمكان المحافظين إصدار إيصال مدته أربعة أشهر - قابلة للتجديد مرة واحدة - مما سيتيح البحث عن وظيفة
لأول مرة في نظام التنظيم بالعمل، يتم دمج الجزائريين والتونسيين - الذين حقهم في البقاء محدد -. يتم أيضًا حذف قوائم الوظائف. ستكون تصاريح العمل سارية في جميع أنحاء الإقليم - مقابل القسم السابق فقط - ؛ ستقر الإدارة بتغيير صاحب العمل بعد سنة واحدة - مقابل عامين قبل ذلك؛ سيتم قبول العمل المؤقت وبدوام جزئي.
أخيرا، سيتم قبول الشيكات وظائف الخدمة، حتى مع عدم وجزد حجم ساعي كبير. بند يمكن أن يساعد العديد من النساء العاملات في المربيات كالمربيات أو مدبرات المنزل. ومع ذلك، فإن الحكومة لم تتخل عن الحاجة، في جميع الحالات، لتبرير ما لا يقل عن خمس سنوات من وجودها في فرنسا. ما سبب خيبة أمل كبيرة لنقابة العمال، كان أحد المطالب الرئيسية بالتحديد هو رفع هذا الحاجز.

## القصر غير المصحوبين بذويهم
يتيح التعميم أخيرًا إمكانيات جديدة لتنظيم الأحداث المعزولين. يقول النص إن هؤلاء «يستطيعون» الآن الحصول على تصريح إقامة حتى لو كانوا بعيدًا عن دوررعاية الأطفال 
اليوم، لا يتم تنظيم سوى الشباب الذين وصلوا قبل سن 13 في فرنسا بشكل تلقائي.